# Стадион Аугусто Сесар Сандино
Стадион Аугусто Сезар Сандино — многофункциональный стадион в городе Санта-Клара, Куба. С 1966 года и по настоящее время используется бейсбольной командой Azucarenos из провинции Вилья-Клара в качестве домашнего стадиона. Стадион вмещает 18000 человек. Название стадион получил в честь никарагуанского революционера Аугусто Сесара Сандино.

## Международные события
- Чемпионат мира по бейсболу (1971 и 1973)
- Межконтинентальный кубок по футболу (1979)
- Турнир осе Антонио Уэлга
- Молодёжный чемпионат мира по бейсболу (2006)